# Барбу, Даниэль
Даниэль Константин Барбу (рум. Daniel Constantin Barbu; 21 мая 1957 — 18 марта 2024) — румынский историк и государственный деятель, сенатор (2012—2016), министр культуры с 21 декабря 2012 по 12 декабря 2013 года.
Окончил среднюю школу имени Николая Бэлческу в Бухаресте (в настоящее время Национальный колледж Святого Саввы) (1976) и факультет истории искусств Бухарестского института искусств (1980). В 1991 г. в Университете Бабеша-Бойяи в Клуже получил докторскую степень по истории.
С 1991 по 1993 год обучался в докторантуре на факультете теологии Фрибурского университета (Швейцария). Также был слушателем Высшей школы социальных наук в Париже и защитил докторскую диссертацию по философии в Бухарестском университете в 1999 году.
В 1980—1981 гг. работал в Музее Дмитрие Густи, с 1981 по 1986 год — в Национальном музее истории Румынии в Бухаресте. С 1987 по 1998 год научный сотрудник Института исследований Юго-Восточной Европы Бухарестского университета. В 1993—1996 гг. доцент факультета политических и административных наук Бухарестского университета. С 1997 по 1999 год профессор политологии Бухарестского университета. С 1999 года научный руководитель докторантуры по политологии.
Административная работа:
- 1994—2000 — декан факультета политических и административных наук Бухарестского университета.
- 1999—2011 — директор Института политических исследований Бухарестского университета.
- 2002—2004 — декан факультета политологии Бухарестского университета.
- 2002—2010 — вице-президент Комиссии по социологии, политологии и коммуникационным наукам Национального совета по аттестации университетских званий, дипломов и сертификатов.
- 2004—2011 — директор Докторской школы политических наук Бухарестского университета.
- 2004—2010 — заведующий кафедрой политологии Бухарестского университета.

Деятельность в средствах массовой информации:
- 1990—1996 учёный секретарь редакционной коллегии журнала исследований Юго-Восточной Европы (Revue des Études Sud-est Européennes).
- 1990—1991 директор издательства «Меридиан».
- 1990—1993 главный редактор католического журнала «Verbum».
- 1991—1992 генеральный директор ежедневной газеты Realitatea Românească.
- 2001—2010 директор журнала Studia Politica (Обзор румынской политической науки).

С августа по декабрь 2012 года (до избрания в Сенат) глава политического аналитического отдела администрации президента Крина Антонеску. Член Сената от Национальной либеральной партии (2012—2016).
С 21 декабря 2012 по 12 декабря 2013 года министр культуры Румынии. Ушёл в отставку после того, как было подвергнуто резкой критике его предложение вдвое сократить средства, выделяемые на национальную программу профилактики и лечения ВИЧ и СПИДа, и направить эти деньги на организацию новых и расширение действующих фестивалей.
Президент Центральной избирательной комиссии Румынии (2017—2019), ушёл с этой должности, чтобы баллотироваться в Европарламент, но не был избран.
Награждён орденом Звезды Румынии (2000).
Книги:
* Politica pentru barbari [Politics for the Barbarians], Nemira, Bucharest, 2005.
- Republica absentă. Politică și societate în România postcomunistă [The Absent Republic. Politics and Society in Post-Communist Romania], 2nd edition (revisited), Nemira, Bucharest, 2004.
- Die abwesende Republik [The Absent Republic], Frank & Timme, Berlin, 2009.
- Bizanț contra Bizanț. Explorări în cultura politică românească [Byzantium contra Byzantium. Exploring Romanian political culture], Nemira, Bucharest, 2001 (1st ed. 1999).
- O arheologie constituțională românească. Studii şi documente [A Romanian constitutional archeology. Studies and documents], Editura Universităţii din București, București, 2000.
- Byzance, Rome et les Roumains. Essais sur la production politique de la foi au Moyen Âge [Byzantium, Rome, and the Romanians. Essays on the political production of faith in the Middle Ages], Éditions Babel, Bucarest, 1998.
- Șapte teme de politică românească [Seven Themes of Romanian Politics], Antet, Bucharest, 1997.
- Au cetățenii suflet? O teologie politică a societăților post-seculare, Editura Vremea, București, 2016.